# إميلي بوست
إميلي بوست (بالإنجليزية: Emily Post)‏ (حوالي 27 أكتوبر، 1872 - 25 سبتمبر 1960) كاتبه أمريكية مشهورة لكتاباتها عن الإتيكيت.

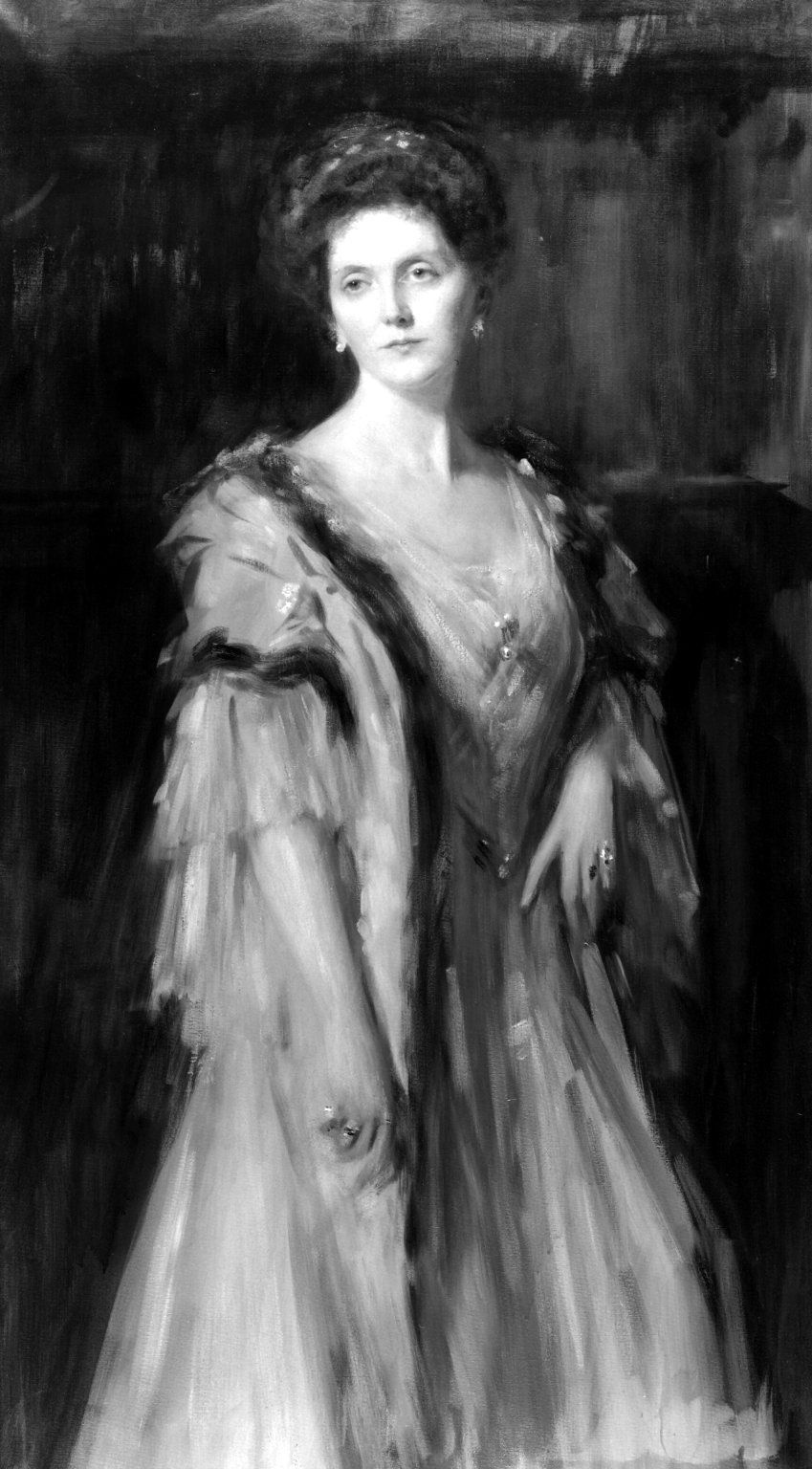

## النشأة
ولدت إميلي بوست باسم إميلي برايس في بالتيمور، ماري لاند. تقريبا في حوالي أكتوبر 1872 (التاريخ الدقيق متنازع عليه). والدها كان المهندس المعماري بروس برايس ووالدتها جوزفين ليي. بعدما تلقت تعليمها في المنزل في سنواتها المبكرة، ذهبت إلى مدرسة السيدة جراهام الخاصة في نيويورك بعدما انتقلت عائلتها هناك.

### الزواج
ألتقت إميلي بإدوين ماين بوست زوجها المستقبلي وهو مصرفي مشهور، في حفلة راقصة في قصر فيفث أفينو. بعد زواجهما في عام 1892 وقضاء شهر العسل في أوروبا، عاشو في واشنطن سكوير في نيويورك. وكان أيضاً لديهم كوخ في توكسيدو بارك والذي كان واحداً من أصل 4 أكواخ ورثتها من والدها.

## المهنة
عندما كبر ولداها بما يكفي لدخول مدرسة داخلية، بدأت بوست بالكتابة. قدمت مواضيع في الصحيفة عن الهندسة المعمارية والتصميم الداخلي إضافةً إلى قصص وقصص مسلسلة للمجلات كمجلة هاربرز و مجلة سكريبنر و مجلة ذا سنتري. وقد كتبت خمس روايات.

## الوفاة
توفت إميلي في 1960 في شقتها في نيويورك بعمر يناهز 87.

## روابط خارجية
- إميلي بوست على موقع IMDb (الإنجليزية)
- إميلي بوست على موقع الموسوعة البريطانية (الإنجليزية)
- إميلي بوست على موقع إن إن دي بي (الإنجليزية)